# Gabriele Valvassori
Gabriele Valvassori (Roma, 21 agosto 1683 – Roma, 7 aprile 1761) è stato un architetto italiano.

## Biografia

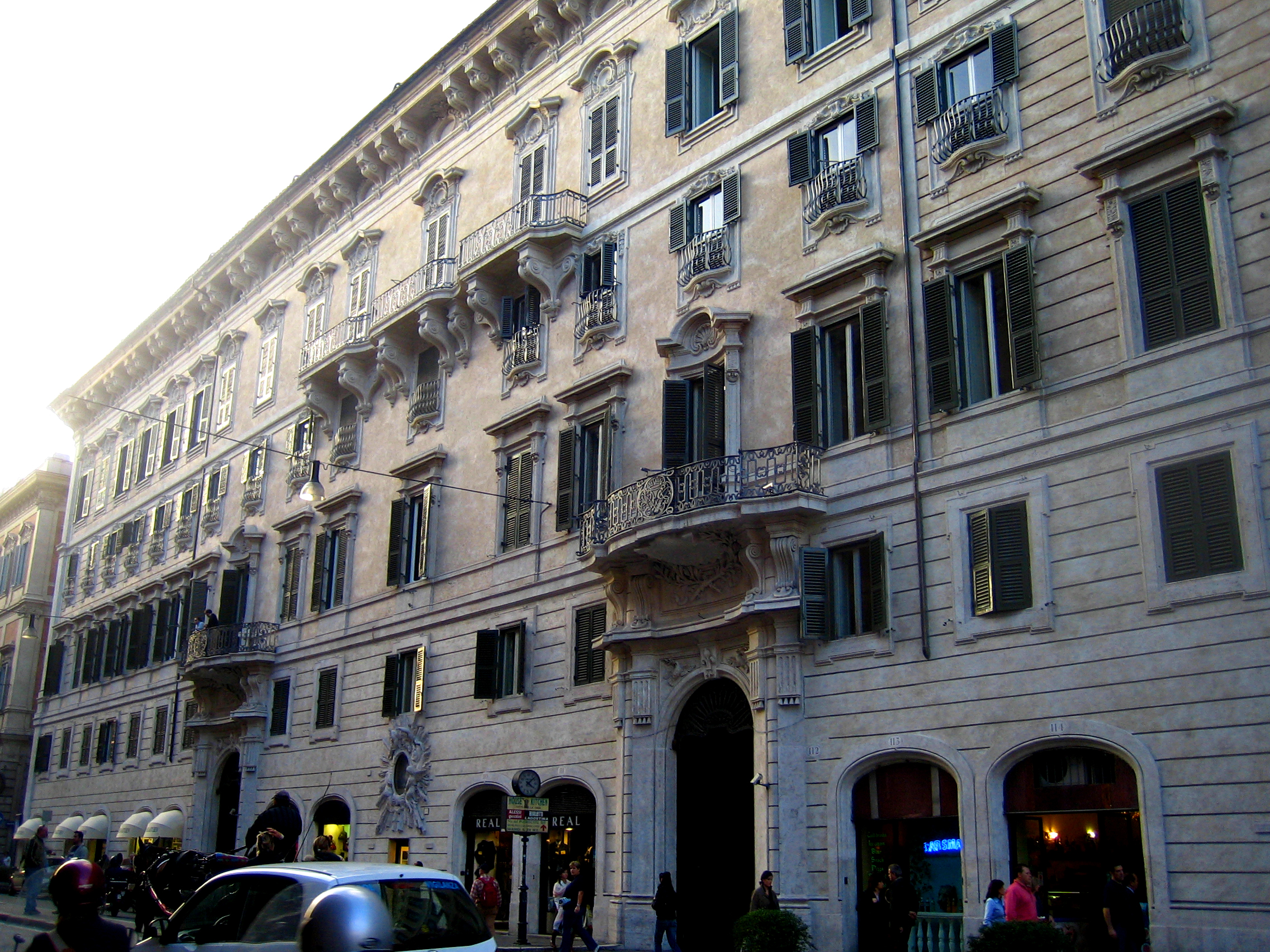
Palazzo Doria-Pamphili a Roma

Nato da Benedetto Valvassori, un falegname bergamasco, Gabriele riuscì a frequentare appena quindicenne il corso di architettura dell'Accademia di San Luca all'interno della quale ottenne diversi riconoscimenti.
Nell'ambito dell'Accademia si distinse vincendo nel 1702 il terzo premio della seconda classe d'architettura con il progetto di un altare e negli anni 1703-1704 il terzo premio della prima classe, progettando rispettivamente un Palazzo Pontificio e una Pubblica Curia con i suoi annessi.
L'attività professionale di Gabriele Valvassori ebbe inizio in Umbria dove, tra il 1711 ed il 1717, si trovò a lavorare alla realizzazione della chiesetta di San Giuseppe alle Fornaci presso Foligno ed all'ampliamento del Complesso Termale di Bagni di Nocera come assistente dell'architetto Filippo Barigioni. 
La «sobrietà» ed il rigore caratteristici sia dei progetti non realizzati, sia delle opere giovanili umbre non lasciarono grandi tracce nella produzione successiva dell'architetto, influenzata sia dal mutamento generale del clima culturale, sia dalle diverse esigenze e dai gusti differenti della committenza per la quale si trovò ad operare.
Tornato a Roma, nel 1717 iniziò a lavorare per la famiglia Pamphili, di cui divenne architetto ufficiale dal 1720 fino al 1739.
Per i Pamphili, oltre ad una serie di interventi minori, realizzò nel 1720 l'altare maggiore di Sant'Agnese in Agone in piazza Navona e, tra il 1730 ed il 1735, la sua opera più nota: la facciata del Palazzo Doria-Pamphili sul Corso.
Per il palazzo dei Pamphili Valvassori eseguì la innovativa facciata su via del Corso, curò la sistemazione del cortile e coordinò gli artisti che lavoravano alla decorazione della Galleria degli Specchi.
Dal 1723 al 1746 fu architetto dei padri Agostiniani e dal 1725 ottenne la stessa carica nell'ambito dell'Arciconfraternita dei Ss. Bartolomeo e Alessandro dei Bergamaschi in piazza Colonna. 
Divenuto primo architetto dei Bergamaschi, tra il 1729 e il 1735 fece abbattere e ricostruire il complesso di loro proprietà a Piazza Colonna all'interno del quale venne realizzato il collegio Cerasoli.
Dal 1750 fino al 1754 fu architetto dei Domenicani della chiesa di S. Quirico e Giulitta, realizzando la ristrutturazione delle loro proprietà nell'isolato della chiesa senza pretendere alcuna retribuzione. Dal 1734 al 1758 fu invece architetto dell'Arciconfraternita di Santa Maria dell'Orto, per la quale progettò fra l'altro il disegno generale del pavimento della chiesa e la facciata dell'ospedale della confraternita sulla via Anicia.
Per quanto riguarda la carriera all'interno dell'Accademia di San Luca: divenne accademico nel febbraio 1737, professore e «fabricere» nel 1758. Fu anche ammesso alla Congregazione dei Virtuosi al Pantheon, di cui diventò reggente.

## Opere
- Concorsi Clementini all'Accademia di San Luca, Roma (1702-1704)
- Complesso Termale di Bagni di Nocera Umbra, Nocera Umbra (1711-1717)
- Chiesa di San Giuseppe alle Fornaci (1715-1718)
- Altare maggiore di Sant'Agnese in Agone, Roma (1720)
- Villa Aldobrandini o villa del Belvedere, Frascati (1723-1729, piccoli interventi)
- Edificio collegio Cerasoli, Roma (1729-1735)
- Palazzo Doria-Pamphili al Corso, Roma (1730-1735, facciata, cortile e galleria degli specchi)
- Santa Maria della Luce (Roma), Roma (1730, restauro)
- Villa Doria-Pamphili, Roma (1732, cancelli, fontana e porta, giardino dei cedrati)
- Santuario della Madonna del Gonfalone, Valmontone (1738-1739, rifacimento e restauro)
- Santa Maria dell'Orto, Roma (1750 circa, cappella di San Giovanni Battista; altare maggiore; pavimento marmoreo delle tre navate, disegno delle decorazioni a stucco delle volte)
- Chiesa dei Santi Quirico e Giulitta (Roma), Roma (1750-1753, restauro della chiesa, realizzazione sagrestia e residenza)